# Demonax kheoi
Demonax kheoi là một loài bọ cánh cứng trong họ Cerambycidae.